# John Fearn
John Fearn foi um capitão navegador inglês que descobriu a ilha de Nauru em 1798.